# Френк Молінаро
Френк Ан'єло Молінаро (англ. Frank Aniello Molinaro; нар. 27 грудня 1988, Барнегат, Нью-Джерсі) — американський борець вільного стилю, чемпіон та бронзовий призер Панамериканських чемпіонатів, володар та срібний призер Кубків світу, учасник Олімпійських ігор.

## Життєпис
Виступав за борцівський клуб «Леви Ніттані» університету штату Пенсільванія. Тренер — Кел Сандерсон (з 2012).
Молінаро закінчив Університет штату Пенсільванія зі ступенем у галузі кримінального правосуддя, а також кінезіології та бізнесу.
Ще продовжуючи виступи на борцівському килимі, розпочав тренерську кар'єру. Після завершення виступів за Університет штату Пенсільванія він два роки працював у команді Rutgers як помічник тренера, де допоміг здобути перший всеамериканський титул для Scarlet Knights з 2002 року. Потім Молінаро повернувся до рідного університету як помічник-волонтер у 2014 році та допоміг привести «Левів Ніттані» до перемоги в командному чемпіонаті країни 2016 року. Після цього був помічником тренера борцівських команд Університету штату Аризона та Політехнічного інституту і університету штату Вірджинія.
У 2016 році, сіяний під дев'ятим номером національного відбору у ваговій категорії до 65 кг, сенсаційно зумів потрапити до збірної команди на Олімпійські ігри в Ріо-де-Жанейро, де посів п'яте місце.
Офіційно завершив свою кар'єру 2 квітня 2021 року, після того, як він зазнав поразки 10-0 від Янні Діакоміхаліса у чвертьфіналі національного відбору до Олімпійських ігор у Токіо у ваговій категорії до 65 кг.

## Спортивні результати на міжнародних змаганнях

### Виступи на Олімпіадах
| Змагання                    | Збірна | Вагова категорія          | Місце |
| --------------------------- | ------ | ------------------------- | ----- |
| Літні Олімпійські ігри 2016 | США    | вільна боротьба, до 65 кг | 5     |

### Виступи на Панамериканських чемпіонатах
| Змагання                                   | Збірна | Вагова категорія          | Місце  |
| ------------------------------------------ | ------ | ------------------------- | ------ |
| Панамериканський чемпіонат з боротьби 2014 | США    | вільна боротьба, до 65 кг | Бронза |
| Панамериканський чемпіонат з боротьби 2016 | США    | вільна боротьба, до 70 кг | Золото |

### Виступи на Кубках світу
| Змагання                    | Збірна | Вагова категорія          | Місце  |
| --------------------------- | ------ | ------------------------- | ------ |
| Кубок світу з боротьби 2016 | США    | вільна боротьба, до 65 кг | 4      |
| Кубок світу з боротьби 2017 | США    | вільна боротьба, до 65 кг | Срібло |
| Кубок світу з боротьби 2018 | США    | команда                   | Золото |

### Виступи на інших змаганнях
| Змагання                                                         | Збірна | Вагова категорія          | Місце  |
| ---------------------------------------------------------------- | ------ | ------------------------- | ------ |
| Міжнародний турнір Ньюйоркського атлетичного клубу 2013          | США    | вільна боротьба, до 66 кг | Золото |
| Міжнародний меморіал Дейва Шульца 2014                           | США    | вільна боротьба, до 65 кг | Золото |
| Гран-прі Парижа з боротьби 2015                                  | США    | вільна боротьба, до 65 кг | 7      |
| Гран-прі Іспанії з боротьби 2015                                 | США    | вільна боротьба, до 65 кг | Золото |
| Міжнародний меморіал Білла Фаррелла 2015                         | США    | вільна боротьба, до 65 кг | 4      |
| Турнір Олександра Медведя 2016                                   | США    | вільна боротьба, до 65 кг | 21     |
| Олімпійські випробування США 2016                                | США    | вільна боротьба, до 65 кг | Золото |
| Олімпійський кваліфікаційний турнір з боротьби 2016 (Улан-Батор) | США    | вільна боротьба, до 65 кг | 10     |
| Олімпійський кваліфікаційний турнір з боротьби 2016 (Стамбул)    | США    | вільна боротьба, до 65 кг | Бронза |
| Гран-прі Німеччини з боротьби 2016                               | США    | вільна боротьба, до 65 кг | Срібло |
| Золотий Гран-прі з боротьби 2016                                 | США    | вільна боротьба, до 65 кг | 10     |
| Гран-прі «Іван Яригін» 2018                                      | США    | вільна боротьба, до 70 кг | Бронза |
| Міжнародний меморіал Дейва Шульца 2019                           | США    | вільна боротьба, до 70 кг | Золото |
| Турнір Дана Колова — Николи Петрова 2019                         | США    | вільна боротьба, до 70 кг | 5      |
| Турнір Олександра Медведя 2019                                   | США    | вільна боротьба, до 65 кг | 15     |
| Інтерконтинентальний кубок з боротьби 2019                       | США    | вільна боротьба, до 70 кг | Срібло |
| Міжнародний меморіал Білла Фаррелла 2019                         | США    | вільна боротьба, до 65 кг | Срібло |